# Lozares
Lozares es un lugar del municipio español de Villarcayo de Merindad de Castilla la Vieja, perteneciente a la provincia de Burgos, en la comunidad autónoma de Castilla y León.

## Historia
Hacia mediados del siglo XIX, el lugar, una granja por entonces perteneciente al municipio de Aldeas de Medina, tenía contabilizada una población de 45 habitantes. Aparece descrito en el décimo volumen del Diccionario geográfico-estadístico-histórico de España y sus posesiones de Ultramar de Pascual Madoz con las siguientes palabras:

LOZARES: granja en la prov., dióc., aud. terr. y c. g. de Burgos (15 leg.), part. jud. de Villarcayo (1), y ayunt. titulado de la merindad de Castilla la Vieja (5/4): sit. en una pequeña eminencia donde la combaten todos los vientos, su clima frio y propenso á constipados. Tiene 2 casas y una fuente de cuyas aguas se surten para beber los vec., la cual suele secarse: esta granja corresponde en cuanto á lo parroquial á Barriosuso. Confina N. Granja de Pajares; E. y O. Barriosuso, y S. Céspedes. El terreno es de mediana calidad y de secano, y le baña un arroyo que baja de Barriosuso. caminos: los de servidumbre, habiendo uno de herradura en desuso, el cual dirigia á la montaña: la correspondencia se recibe de Villarcayo por los mismos interesados. prod.: trigo, cebada, poco maiz y legumbres, y ganado lanar y de cerda. ind.: la agrícola. pobl.: 12 vec., 45 alm. cap. prod.: 4,000 rs. imp.: 375.
(Madoz, 1847, p. 114)